# Il pirata ballerino
Il pirata ballerino (Dancing Pirate) è un film del 1936 diretto da Lloyd Corrigan.
Uno dei primi film di Rita Hayworth che appare in un piccolo ruolo in questo musical in technicolor. Il coreografo Russell Lewis fu candidato, per il numero del finale, agli Oscar del 1937.
Il protagonista era Charles Collins, un famoso attore e cantante del teatro musicale di Broadway.

## Produzione
Il film fu girato a Culver City, nei RKO-Pathé Studios al 9336 Washington Blvd.

## Distribuzione
Distribuito dalla RKO Radio Pictures, il film uscì in sala negli Stati Uniti il 22 maggio 1936.
Il film fu distribuito in Italia, durante il regime di monopolio, non dalla RKO ma dalla Minerva Film nel 1939.

### Date di uscita
- USA	22 maggio 1936
- Francia	28 agosto 1936
- Danimarca	12 giugno 1939
- Francia	   8 giugno 1949	 (riedizione)
- USA  2005  DVD
- USA 2007  DVD

Alias
- Dancing Pirate	USA (titolo originale)
- Il pirata ballerino	Italia
- Le Danseur pirate	Francia
- Tanzende Piraten	Austria
- To galazio vals	Grecia
- Valses bleues	Belgio

## Colonna sonora
- Charles Collins, Steffi Duna e coro - "When You're Dancing the Waltz" (di Richard Rodgers e Lorenz Hart)
- Steffi Duna - "Are you My Love?" (Musica di Richard Rodgers, parole di Lorenz Hart)